# Okres Sępólno
Okres Sępólno (polsky Powiat sępoleński) je okres v polském Kujavsko-pomořském vojvodství. Rozlohu má 790,86 km² a v roce 2020 zde žilo 40 826 obyvatel. Sídlem správy okresu je město Sępólno Krajeńskie.

## Gminy
Městsko-vesnické:
- Kamień Krajeński
- Sępólno Krajeńskie
- Więcbork

Vesnická:
- Sośno

## Města
- Kamień Krajeński
- Sępólno Krajeńskie
- Więcbork

## Sousední okresy
| Růžice kompasu | Człuchów | Chojnice      | Tuchola | Růžice kompasu |
| Růžice kompasu | Złotów   | Sever         | Tuchola | Růžice kompasu |
| Růžice kompasu | Złotów   | Okres Sępólno | Tuchola | Růžice kompasu |
| Růžice kompasu | Złotów   | Jih           | Tuchola | Růžice kompasu |
| Růžice kompasu | Piła     | Nakło         | Bydhošť | Růžice kompasu |